# 53029 Wodetzky
53029 Wodetzky este un asteroid din centura principală, descoperit pe 22 noiembrie 1998, de Krisztián Sárneczky,.